# Bolegaon, Bhalki
Bolegaon là một làng thuộc tehsil Bhalki, huyện Bidar, bang Karnataka, Ấn Độ.